# 富山薬学専門学校 (旧制)
| 富山薬学専門学校 （富山薬専） | 富山薬学専門学校 （富山薬専） |
| ----------------------------- | ----------------------------- |
| 創立                          | 1920年（官立移管）            |
| 所在地                        | 富山県富山市奥田寿町          |
| 初代校長                      | 小野瓢郎                      |
| 廃止                          | 1951年                        |
| 後身校                        | 富山大学                      |
| 同窓会                        | 富山大学薬学部同窓会          |

富山薬学専門学校（とやまやくがくせんもんがっこう）は、日本の官立旧制薬学専門学校。富山大学の旧制前身校の一つ。所在地は富山県富山市奥田寿町（現在は宅地造成されている）で、1982年5月10日には、同町の児童公園の一角に後身の富山大学薬学部校舎跡の記念碑（カバオボニート石、高さ1.1m、幅0.7m、奥行0.25m、題字は鶴木大寿）を設置している。

## 沿革

### 前身諸校

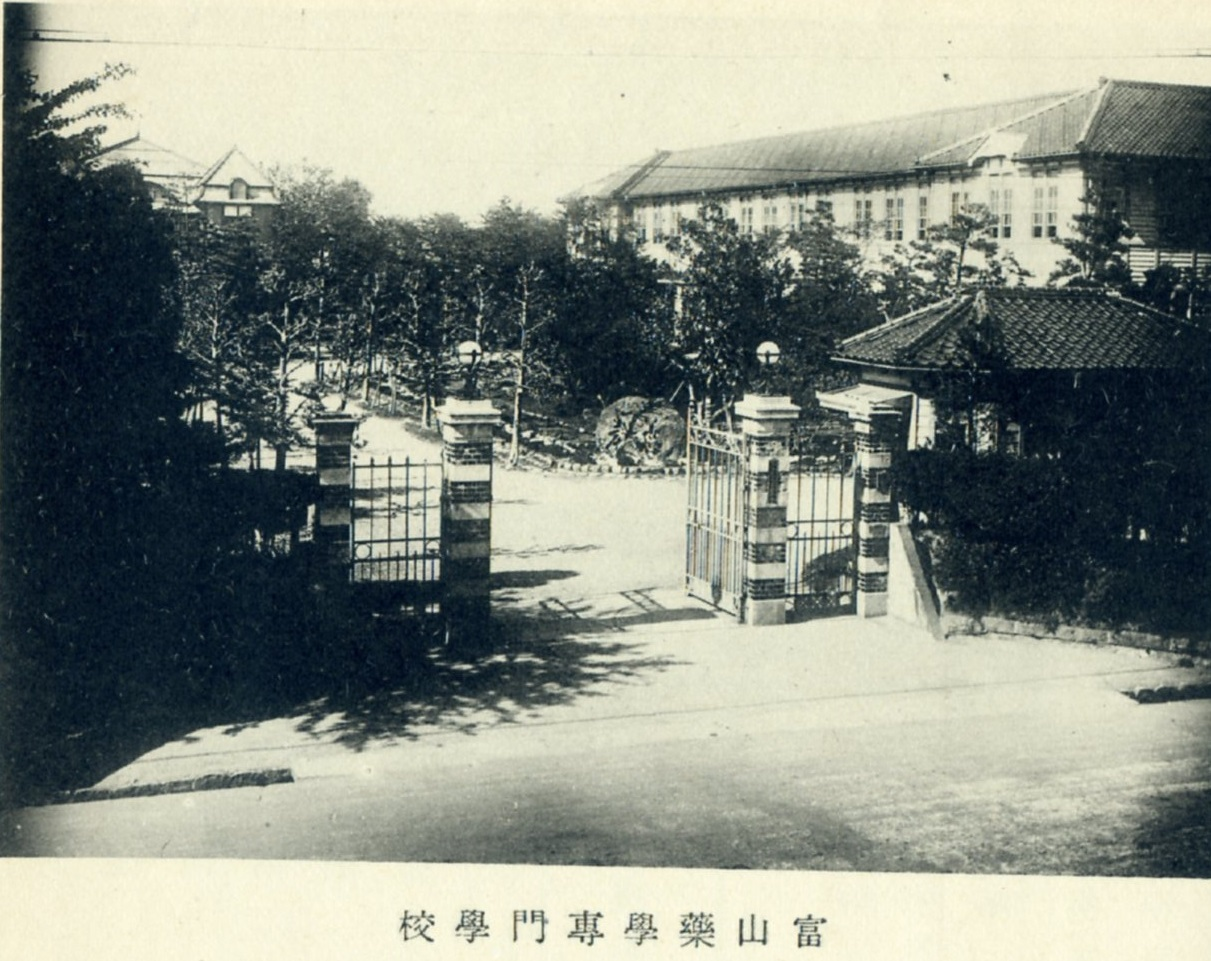
富山薬学専門学校（1939年）

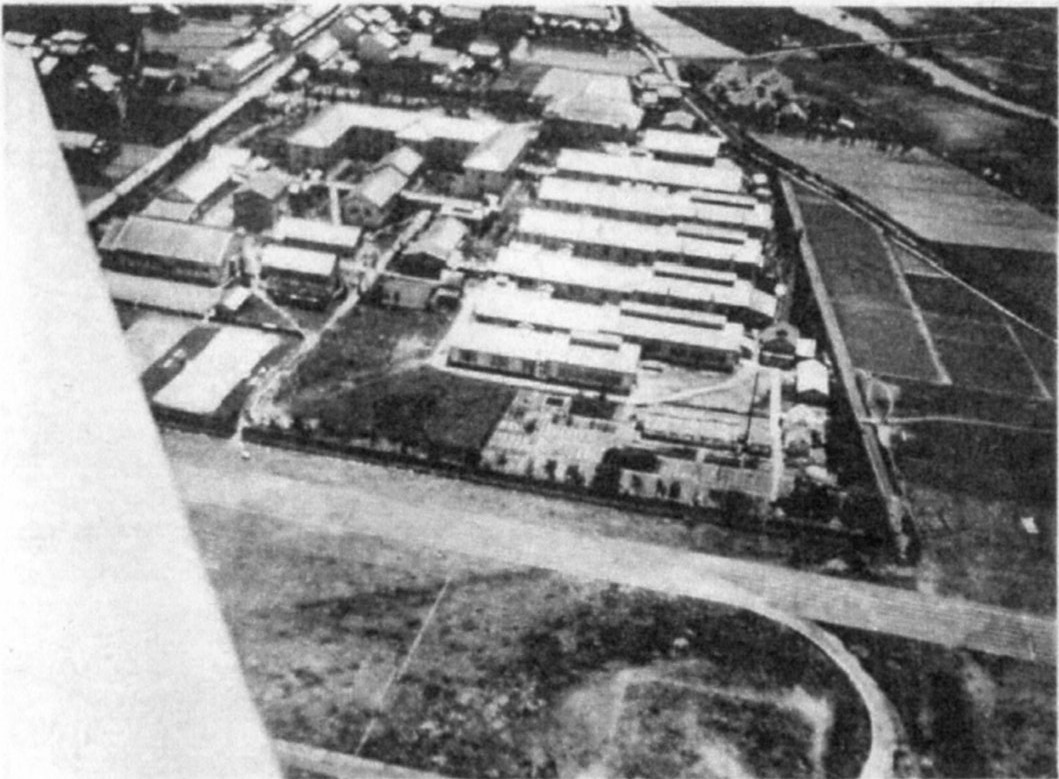
航空写真（1932年）

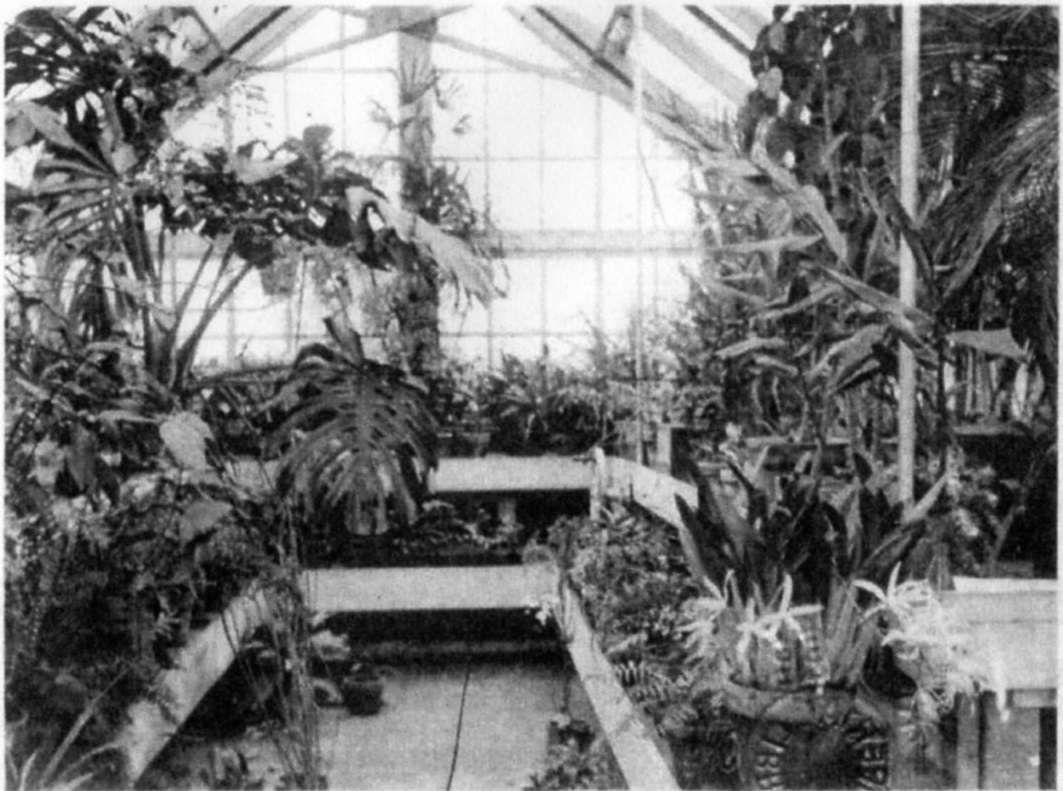
温室（1932年）

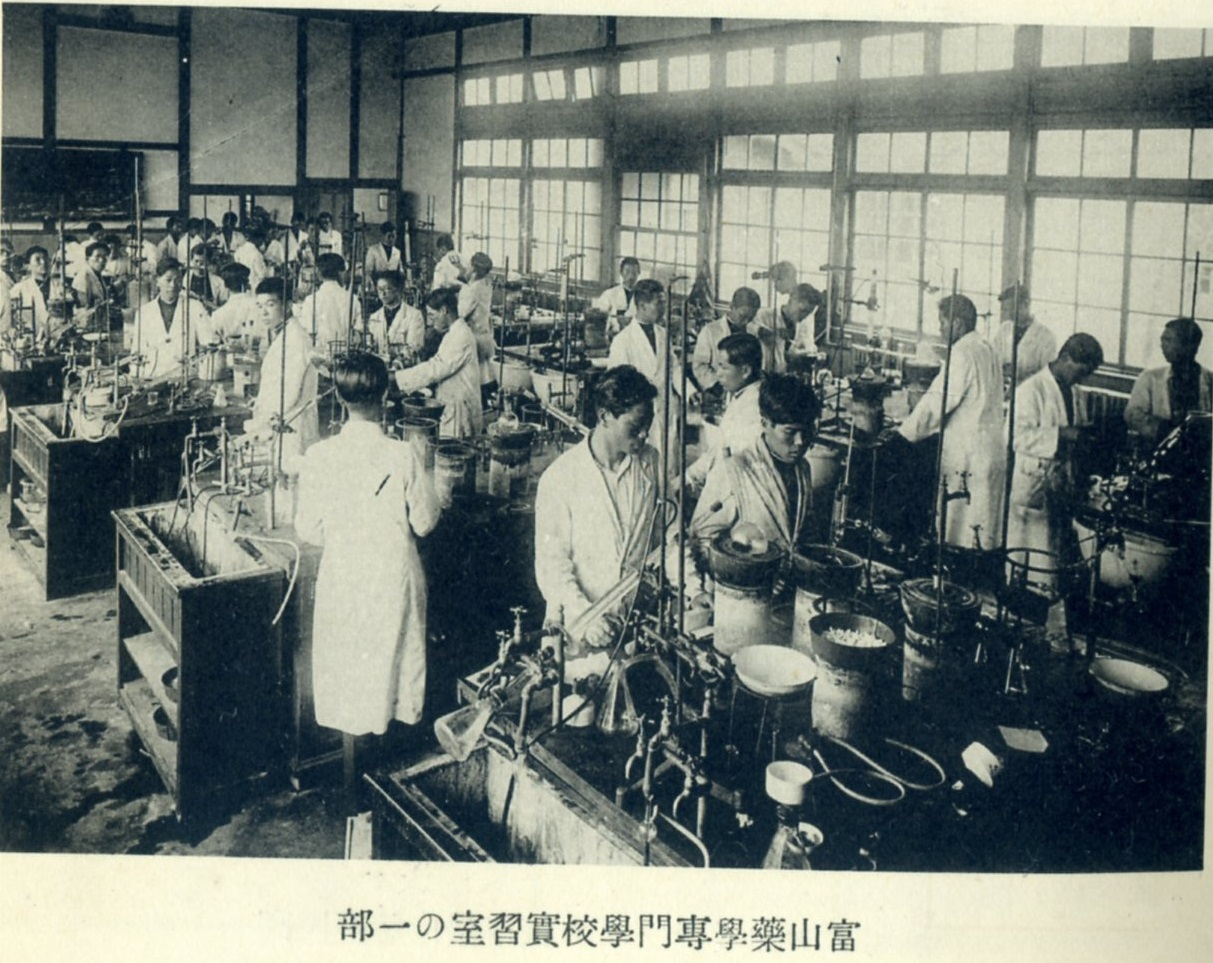
実習室（1939年）

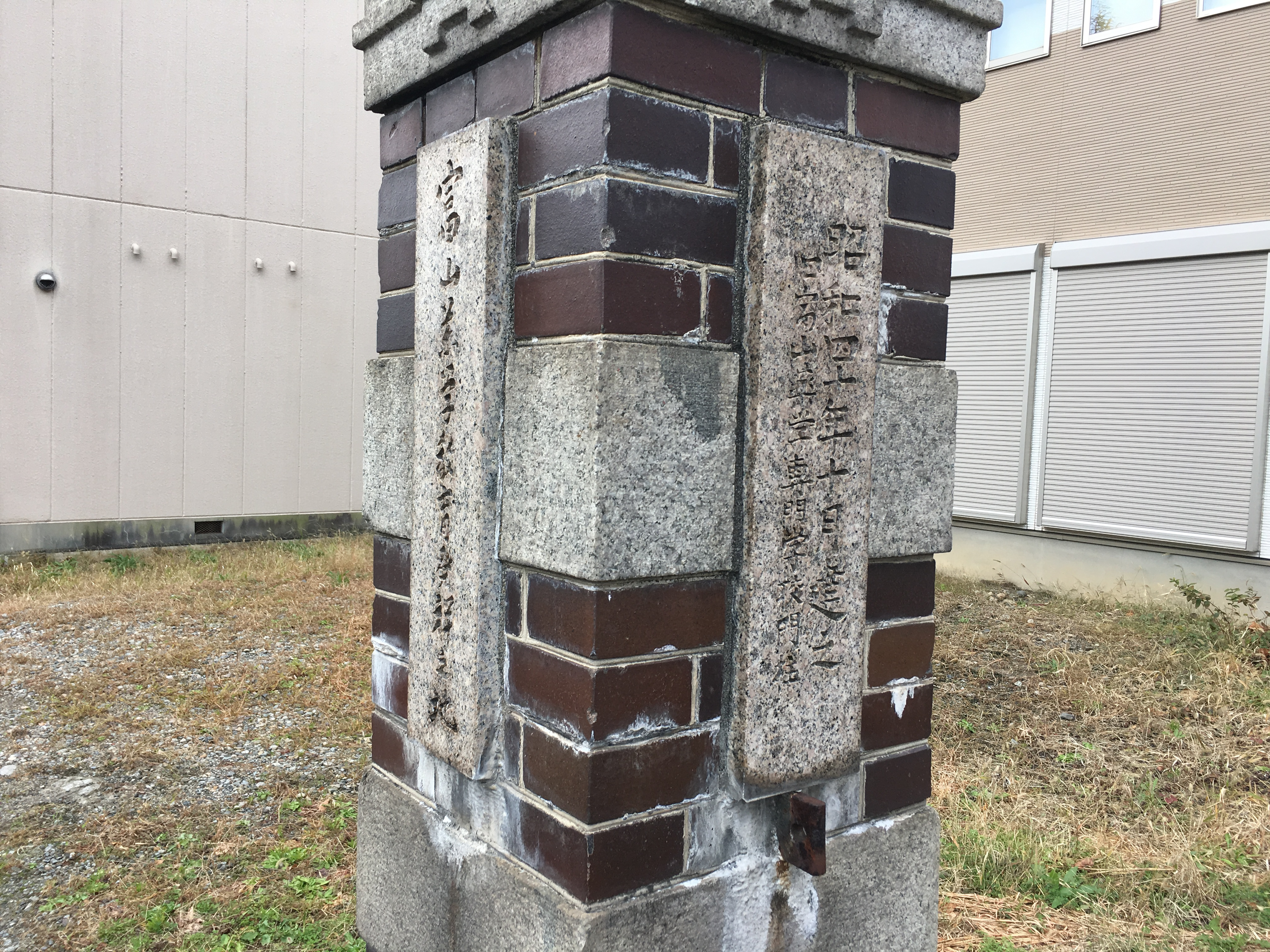
富山市梅沢町にある、旧富山薬学専門学校門柱の跡。右の道路側面には「富山薬学教育発祥の地」、さらに右の、裏面には「明治26年8月、共立富山薬学校設立」とある。道路を挟んで南側には、現在の廣貫堂本社がある。

- 1894年（明治26年）2月1日：私立の共立富山薬学校として発足した[3]。同年は日本薬剤師会の発足年でもある。
  - 富山市の補助金と、富山県内所在の複数にわたる製薬会社による寄付金で設立。所在地は富山市梅沢町。
  - 本科（修業年限2年、入学資格 満17歳以上）、速成科（修業年限1年、入学資格 満15歳以上）、選科を設置。
- 1895年（明治27年）2月：開校始業式。
- 1897年（明治30年）11月：富山市に移管、富山市立薬学校と改称。
  - 速成科を廃止、3年制（予科1年、本科2年）に変更。
- 1899年（明治32年）8月：校舎焼失。以後、仮校舎を転々とする。
- 1900年（明治33年）3月：富山市議会、廃校を決議。
  - 4月、学校の目的を薬剤師育成から売薬業子弟の教育に変更、存続決定。
- 1900年5月：富山県知事により、市立富山薬業学校への改組認可。
  - 本科（3年制、入学資格 尋常小学校卒業程度）、別科（2年制、薬剤師試験対策）。
- 1906年（明治39年）12月14日：富山県立薬業学校の設立が富山県会で可決される[4]。
- 1907年（明治40年）4月：富山県に移管、富山県立薬業学校と改称。富山市立薬業学校廃止[4]。
  - 薬剤師育成目的に復帰。予科（2年制、入学資格 高等小学校2年修了程度）・本科（3年制）。

### 富山県立薬学専門学校
- 1909年（明治42年）7月17日：専門学校令により富山県立薬学専門学校設立認可。
- 1910年（明治43年）4月：富山県立薬学専門学校開学。
  - 本科（3年制、中学校卒業者対象）、別科（3年制、高等小学校2年修了者対象）。
  - 当時の所在は富山市総曲輪（日赤富山支部病院跡地）。同年に薬草園（標本園）を完備させる。
- 1910年12月4日：開校記念式を挙行。

### 官立富山薬学専門学校
- 1920年（大正9年）12月1日：官立移管公布、富山薬学専門学校となる。
  - 新校地は上新川郡奥田村（富山市奥田）。
- 1922年（大正11年）5月10日：開校式を挙行[5]。
- 1945年（昭和20年）8月：空襲により校舎焼失。
- 1947年（昭和22年）4月：奥田校舎復興。
- 1948年（昭和23年）4月：男女共学となる。
- 1949年（昭和24年）：国立学校設置法により国立富山大学に統合包括され、同大学の薬学部となった。
- 1951年（昭和26年）3月：富山大学富山薬学専門学校、廃止。

## 歴代校長
共立富山薬学校
- 校長：邨沢金広

富山市立薬学校
- 校長：桜井勘六（1897年11月 - 1898年12月）
- 校長：日野五七郎（1898年12月 - 1900年5月）

市立富山薬業学校
- 校長：日野五七郎（1900年5月 - ?）
- 校長：堀大次郎（? - 1904年3月）
- 校長：長野恵（1904年4月 - 1905年3月）
- 校長心得：稲垣茂（1905年4月）
- 校長：堤従清（1905年4月 - 1907年3月）

富山県立薬業学校
- 校長事務取扱：山村弁之助（1907年4月 - 1907年10月）
- 校長：中西司馬（1907年10月 - 1910年3月）

富山県立薬学専門学校
- 校長：中西司馬（1910年4月 - 1910年6月死去）
- 校長：平山増之助（1910年9月 - 1914年1月）
- 校長代理：野副豊三郎（1914年1月 - 1915年9月）
- 校長：小野瓢郎（1915年9月 - 1921年3月）

官立富山薬学専門学校
- 校長：小野瓢郎（1920年12月 - 1921年10月19日死去）
- 校長事務取扱：高橋隆造（1921年10月 - 1921年12月）
- 校長：平山松治（1921年12月20日[6] - 1925年7月25日死去）
- 校長事務取扱：高橋隆造（1925年7月 - 1925年12月）
- 校長：高橋隆造（1925年12月 - 1944年4月）
- 校長：横田嘉右衛門（1944年4月 - 1951年3月）
  - 新制富山大学薬学部 初代学部長